# Audi quattro
Audi quattro − model sportowego samochodu osobowego produkowanego przez firmę Audi AG w latach 1980-1991, który święcił wiele triumfów na trasach rajdowych. Auto, które odmieniło oblicze rajdów samochodowych i rozpoczęło erę popularyzacji napędu na 4 koła w samochodach osobowych.

## Historia
Audi quattro zadebiutowało 3 marca w 1980 roku w Genewie. Nad autem pracowano od lutego 1977. Wtedy to Ferdinand Piëch, Jorg Bensinger, Hans Nedvidek i kilku projektantów z Audi zaczęło pracować nad rewolucyjnym sportowym wozem. Idea napędu na 4 koła zrodziła się podczas zimowych testów Audi 200 oraz Volkswagena Iltisa. Okazało się wówczas, że powolna terenówka radzi sobie lepiej w zimowych warunkach niż sportowa limuzyna ze 170 konnym silnikiem. Grupa inżynierów postanowiła zaadaptować napęd na 4 koła do auta osobowego. Powstał wówczas pierwszy prototyp opierający się na Audi 80 B1, wyposażony w układ napędu na 4 koła z Volkswagena Iltisa i silnik z Audi 200. Kolejny prototyp opierał się już na przygotowywanym do produkcji Audi 80 Typ 81 (B2). Po przeprowadzeniu testów i przekonaniu zarządu projekt dostał zielone światło i zlecono opracowanie nadwozia opierającego się na Audi 80. Pierwszym kierowcą testowym był Hannu Mikkola. Po krótkim teście skomentował możliwości wozu: „Właśnie doświadczyłem powiewu przyszłości. Ten samochód zrewolucjonizuje rajdy na zawsze”. Pierwszy prototyp określany był skrótem „A1” to: „Allrad 1” (czyli po prostu: „z napędem na wszystkie koła”). To samo oznaczenie nosiła potem pierwsza ewolucja rajdowa tego auta.
Auto zaprezentowane w Genewie technicznie opierało się na wielu elementach Audi 80 Typ 81, na jego bazie powstało również Audi Coupé typ 85. Audi quattro nosiło wewnętrzne oznaczenie Typ 85, auto zewnętrznie wyróżniało się poszerzeniami nadkoli, szerokimi zderzakami, itp. Pod maską pracował silnik pięciocylindrowy z turbodoładowaniem, początkowo o pojemności 2.1l i mocy 200 KM. Był on rozwinięciem silnika znanego z Audi 200 5T Typ 43. Posiadał 10 zaworów i mechaniczny wtrysk paliwa. Audi quattro z tym silnikiem rozpędzało się do 100km/h w 7.1s i osiągało prędkość maksymalną 222km/h. Auto było wyposażone w stały napęd na 4 koła z blokowanym centralnym i tylnym mechanizmem różnicowym.
Pierwsza poważna modernizacja auta miała miejsce wraz z odświeżeniem gamy Audi 80 Typ 81 pod koniec 1982 roku. Wówczas podwójne kwadratowe reflektory zastąpiono reflektorami zespolonymi i wprowadzono elektroniczne wskaźniki. Wcześniej zmieniono również układ sterowania blokadami napędów.
W roku 1984 auto przeszło poważniejszą modernizację. Ponownie zmieniono atrapę chłodnicy i przednie reflektory, z tyłu zastosowano czarne lampy firmy Frankani, wprowadzono całkowicie nowe wnętrze oraz elektroniczne wskaźniki z systemem AutoCheck z syntezą mowy. Pod maskę trafił nowy pięciocylindrowy, turbodoładowany silnik o pojemności 2.2 o tej samej mocy. Poprawiła się elastyczność auta, teraz przyspieszenie do 100 km/h zajmowało 6,7s.
W roku 1987 wraz z wprowadzeniem nowej generacji napędu quattro do wszystkich pozostały modeli Audi również Audi quattro wyposażono w układ napędowy z centralnym mechanizmem różnicowym typu Torsen i uruchamianą za pomocą przycisku blokadą tylnego mostu.
Ostatnia poważna modernizacja auta miała miejsce w 1989, pod maskę trafił wówczas zmodyfikowany silnik 2.2 wyposażony w 20-zaworową głowicę, dysponujący mocą 220 KM. Audi quattro 20V rozpędzało się do 100 km/h w 6,3s i osiągało prędkość maksymalną 230 km/h. W tej formie auto było produkowane do 1991 roku, a jego oficjalnym następcą zostało Audi Coupé S2 Typ 8B.
W sumie wyprodukowano ponad 11 tys. sztuk Audi quattro, najrzadsze są modele z silnikiem 20 V, których powstało poniżej 1000.

## Audi Sport quattro
Jest to skrócona wersja Audi quattro. Zbudowana na potrzeby homologacji rajdowej grupy B. Została zaprezentowana na targach motoryzacyjnych IAA we Frankfurcie w roku 1983. Dzięki krótszemu rozstawowi osi auto miało być bardziej zwrotne. Dla potrzeb homologacyjnych wyprodukowano 220 sztuk. Samochód był dostępny w sprzedaży od grudnia 1984 roku, za horrendalną wówczas cenę 195 000 DEM, którą podniesiono od 1 stycznia 1985 do 203.850 DEM (w tym samym czasie Porsche 911 turbo sprzedawano za ok. 100 000 DEM). W tamtym czasie był to najdroższy model seryjnie produkowanego niemieckiego auta. Mimo ceny, Sport quattro znalazło 170 prywatnych nabywców. Poza krótszym rozstawem osi, auto wyróżniało się szerszymi nadkolami, zmodyfikowanym przodem i maską, przebudowaną tablicą rozdzielczą i znacznymi modyfikacjami technicznymi. Pomimo krótkiego rozstawu osi, auto było 4 osobowe. Pod maską pracował pięciocylindrowy silnik 2.1 z turbosprężarką i 20-zaworową głowicą osiągający moc 306 KM. Przyspieszenie od 0 do 100 km/h zajmowało 4,9 s, a prędkość maksymalna tego auta wynosiła 250 km/h. Kolejna wersja – rajdowa – posiadała moc 331 kW/450 KM; a przyspieszenie od 0 do 100km/h wynosiło 3,5 s. W ramach 220 wyprodukowanych egzemplarzy powstało również 20 sztuk Audi Sport quattro S1 o mocy 390 kW/530 KM i przyspieszeniu 2,6 s do 100 km/h. Do startu w znanym wyścigu górskim w USA – Pikes Peak International Hill Climb w 1987 roku – powstała wersja specjalna Audi Sport quattro S1 Pikes Peak z silnym ospojlerowaniem i skrzydłem dociskowym z tyłu, z silnikiem o mocy 440 kW/598 KM, której przyspieszenie wynosiło mniej niż 2,5 s do 100 km/h.
Wersja seryjna samochodu dostępna była w pięciu kolorach nadwozia: białym, czerwonym, zielonym, niebieskim, czarnym. Obecnie ceny rynkowe tego auta wynoszą ponad 100 tys. euro.

## Rajdy samochodowe
Twórcom quattro od początku przyświecała myśl o rajdowym wykorzystaniu samochodu. Krótko po rozpoczęciu produkcji seryjnej odmiany, w styczniu 1981 pierwsza rajdowa wersja quattro wystartowała w austriackim Janner Rally od razu wygrywając w debiucie.
W tym samym roku quattro zadebiutowało również w mistrzostwach świata, stając się jednym z pierwszych producentów (zaraz po Subaru) wykorzystujących napęd na cztery koła do rajdów. wygrywając z przewagą prawie sześciu minut pierwszy odcinek specjalny. Do takiej przewagi w większości przyczynił się napęd na cztery koła.
W 1984 r. Hannu Mikkola wygrał rajd Portugalii za sterami quattro A2 sponsorowanego przez HB.
Jak się później okazało założenia konstrukcyjne Grupy B nieznacznie zmieniono. Standardem stał się silnik umieszczony centralnie w ramie przestrzennej, okrytej jedynie skorupą z materiałów lekkich. Takich konstrukcji używano w dwóch najlepszych samochodach tego okresu – Peugeot 205 T16 oraz Lancia Delta S4. Audi nigdy nie zdecydowało się na zmianę położenia silnika, ponieważ ich marketingowe założenie było jasne: "samochód, który wygrywa rajdy możesz kupić w salonie". Jak na ironię losu właśnie przez umieszczenie silnika na przedniej osi Audi quattro nie miało szans w walce z najlepszymi konstrukcjami Grupy B. Warto jeszcze dodać, że Audi quattro było jednym z pierwszych samochodów wyczynowych, w którym stosowano krótko dwusprzęgłową, automatyczną skrzynię biegów PDK, stosowaną wcześniej w wyścigowym Porsche 956. Wówczas nie spełniła zakładanych oczekiwań.

## Galeria

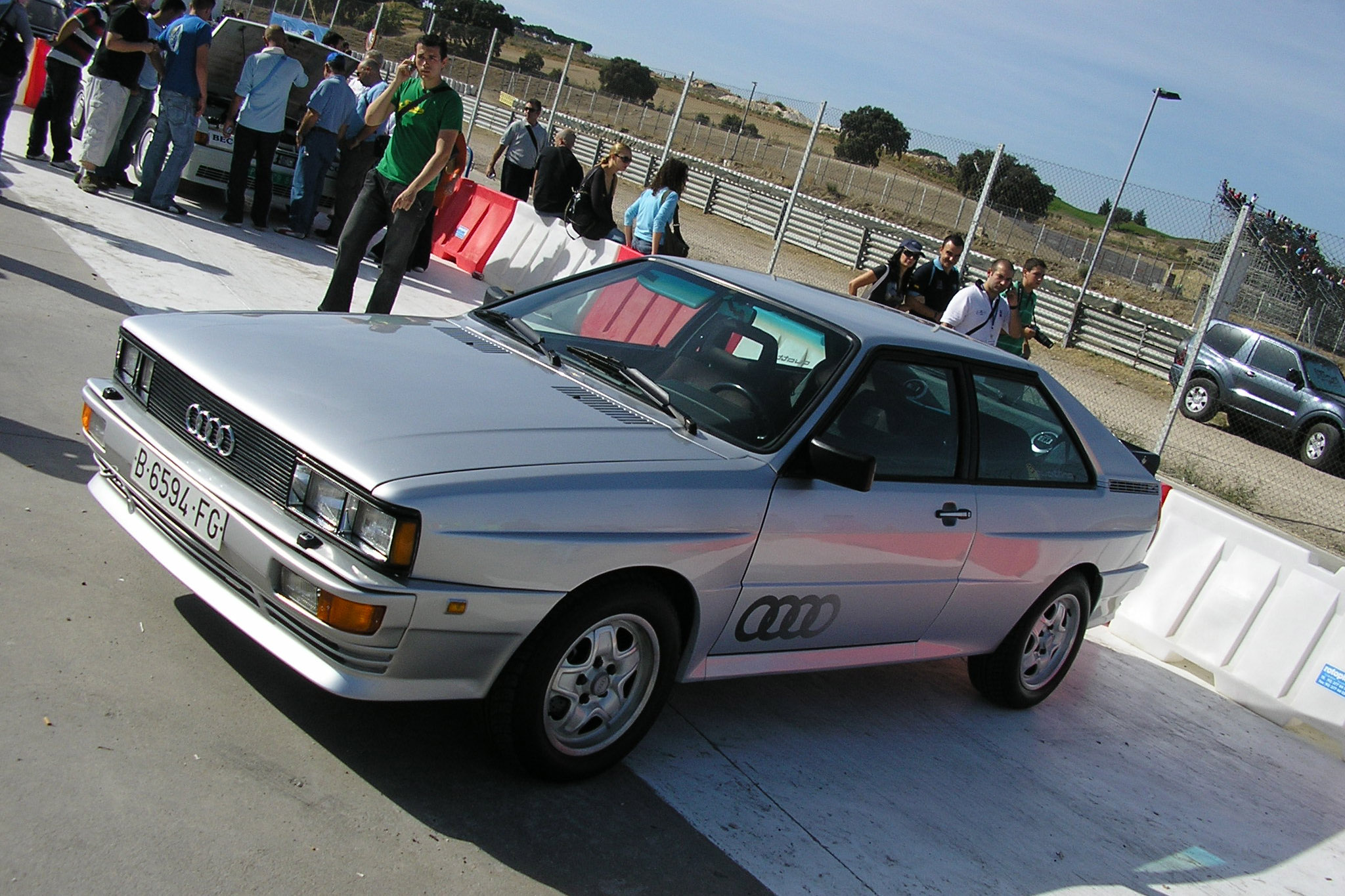
Audi quattro 1980-1982
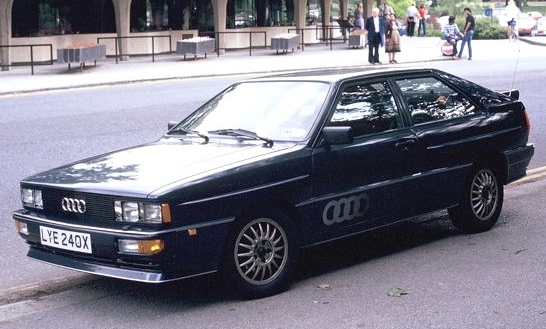
Audi quattro 1980-1982
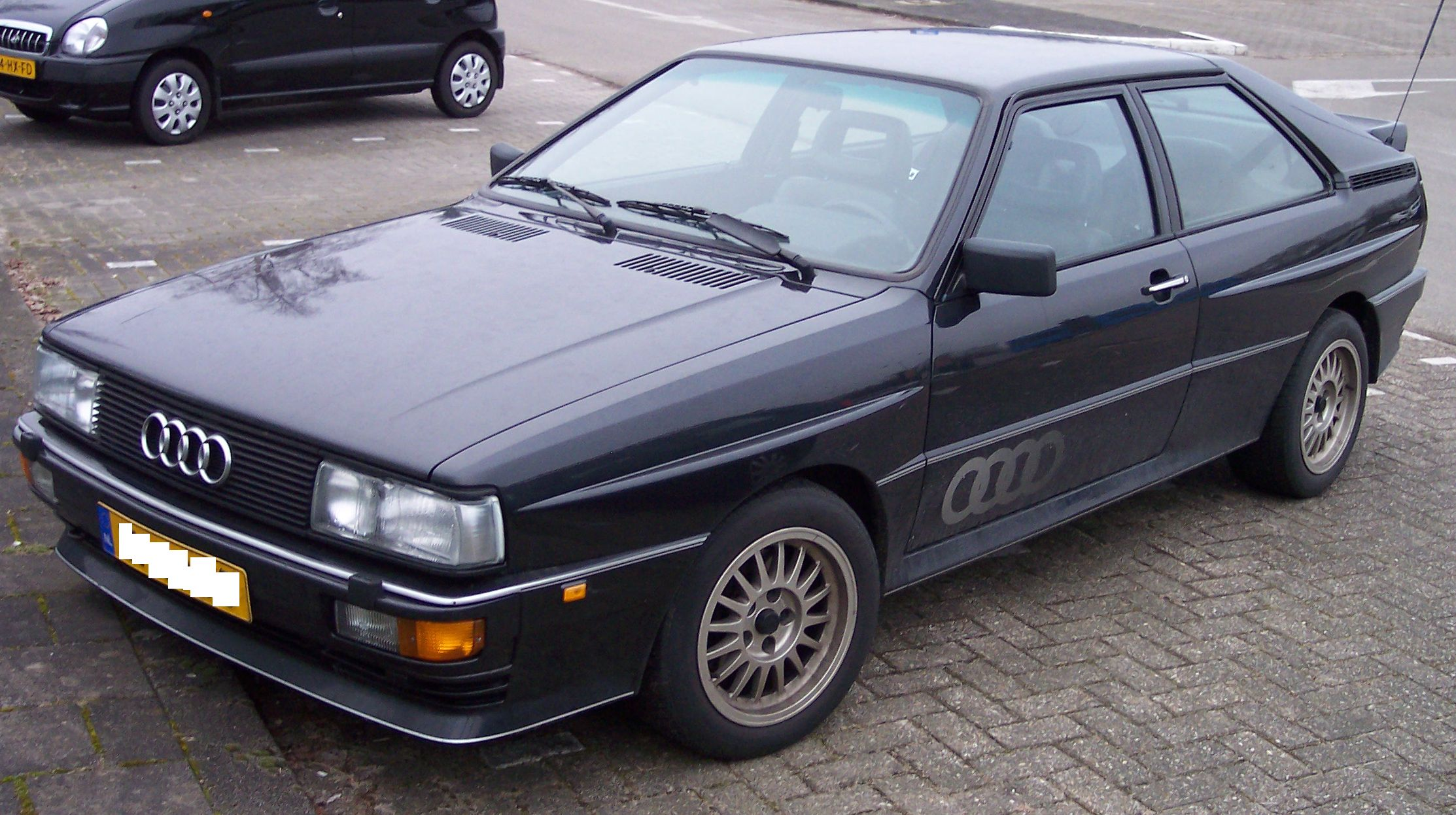
Audi quattro 1984-1991
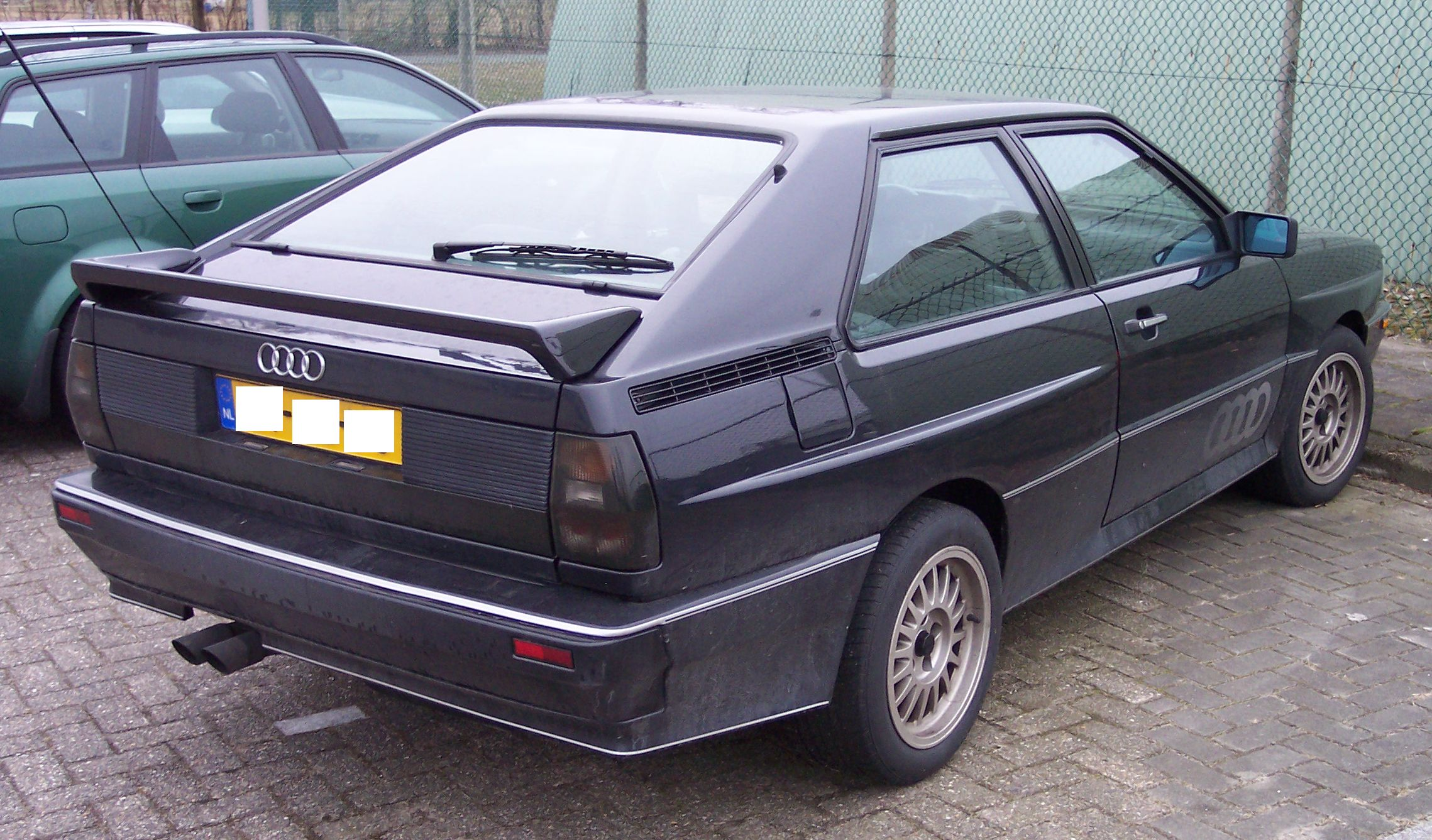
Audi quattro 1984-1991
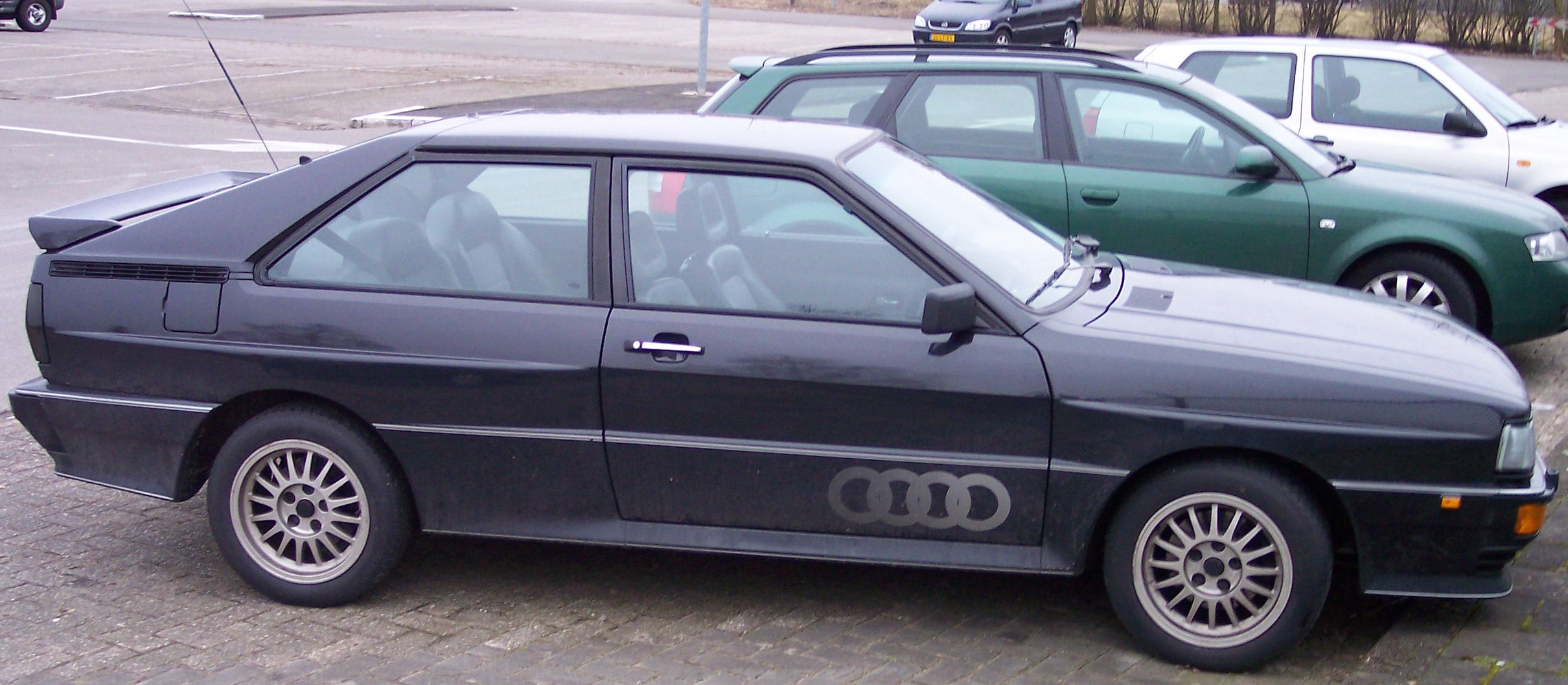
Audi quattro 1984-1991
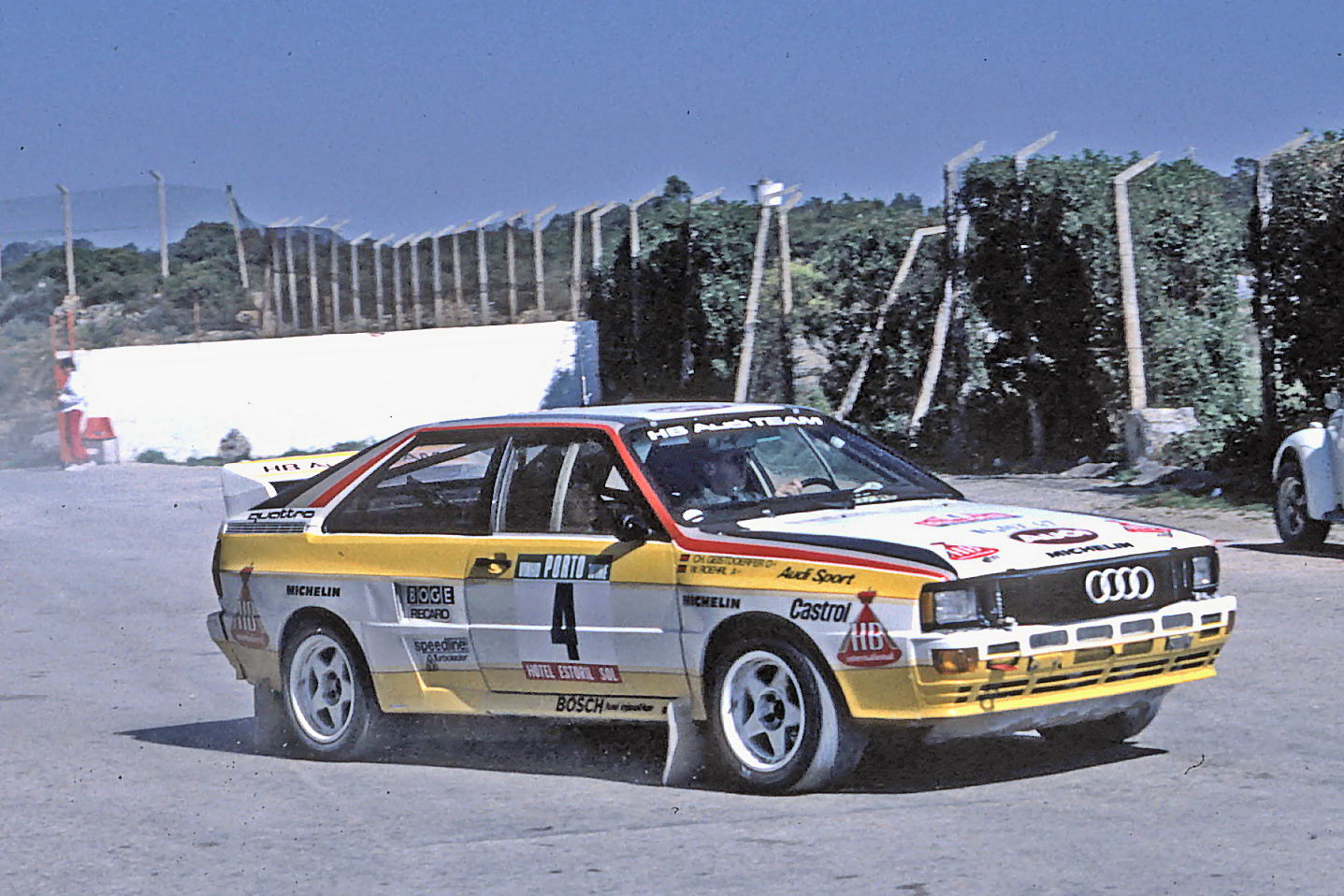
quattro A2
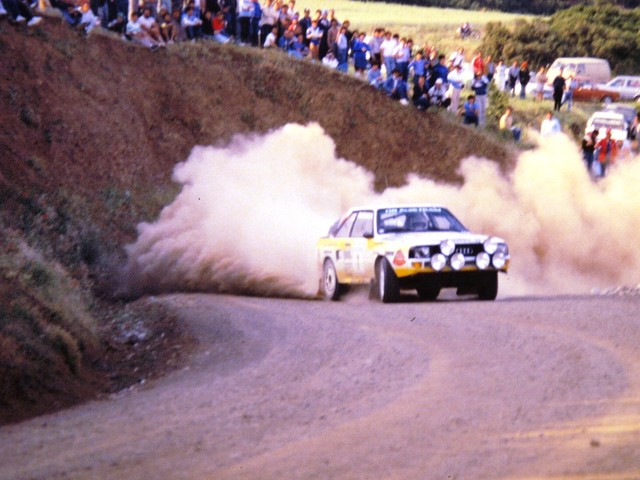
quattro A2
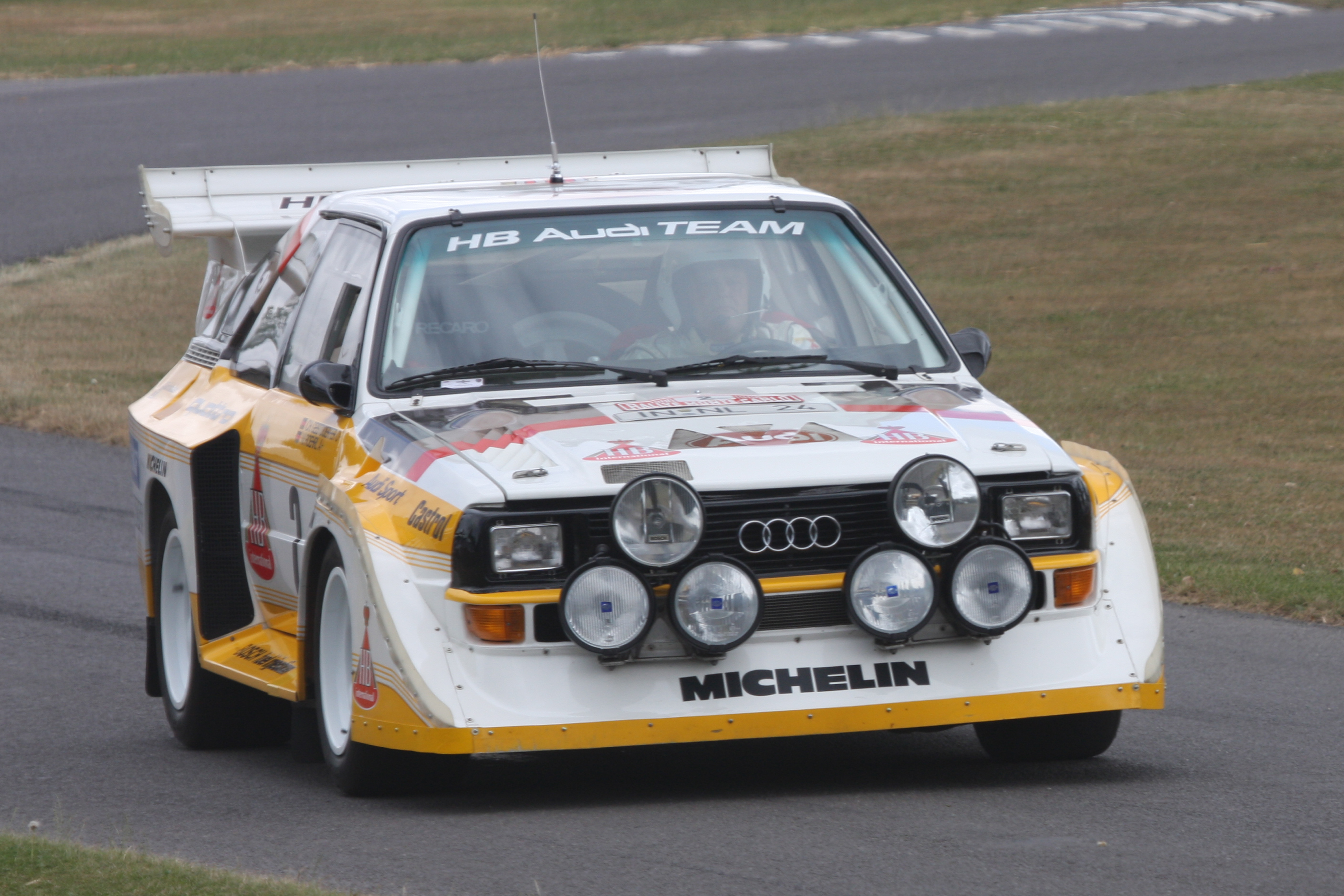
Audi Sport quattro S1
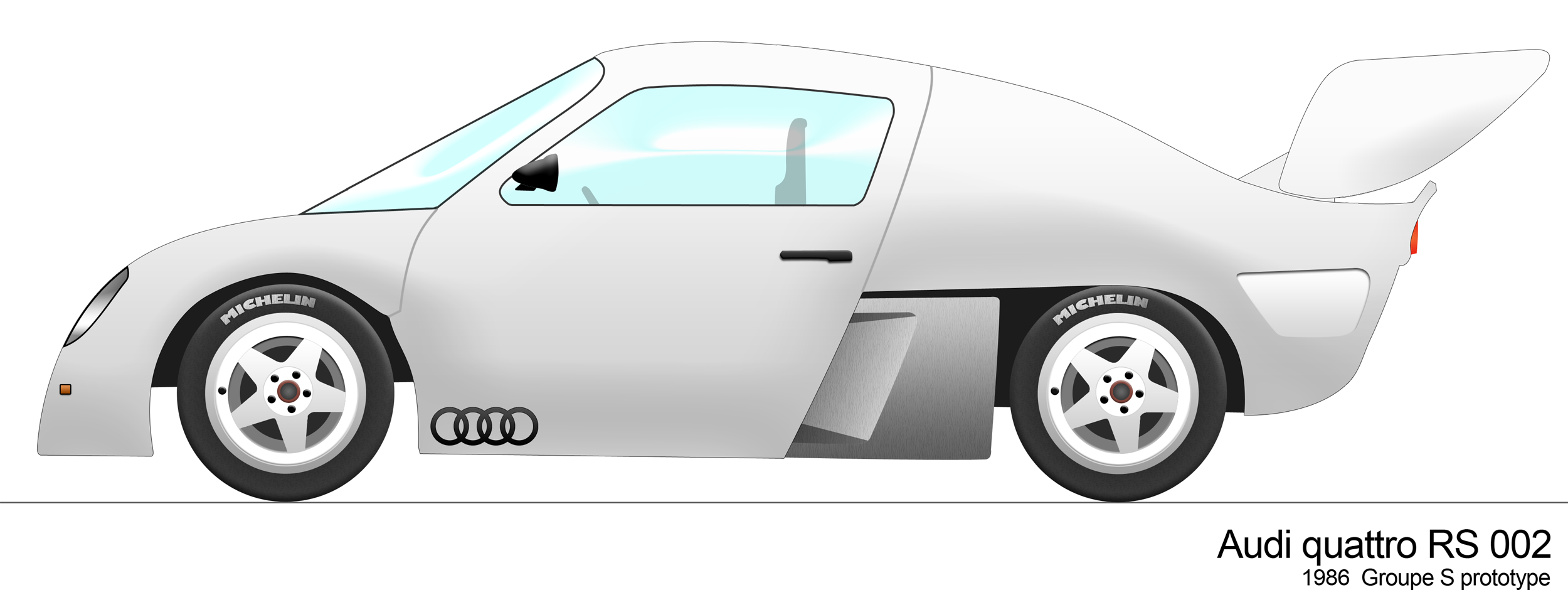
Audi Sport quattro RS 002